# Baytik Shan
Baytik Shan (chiń. 北塔山; pinyin Běitǎ Shān; mong.: Байтаг богд уул, Bajtag bogd uul; ujg.: Baytik tag) – pasmo górskie na granicy Mongolii (ajmak kobdoski) i Chin (region autonomiczny Sinciang). Najwyższy szczyt, Altan owoo, osiąga wysokość 3290 m n.p.m. Klimat suchy; przeważają półpustynne i pustynne pastwiska.
W latach 1946–1948 na terenie gór trwały walki o granicę pomiędzy oddziałami Republiki Chińskiej i Mongolskiej Republiki Ludowej, wspieranej przez Związek Radziecki.